# ميلتون فرنسيس
ميلتون فرنسيس (بالإنجليزية: Milton Francis)‏ هو مجدف أسترالي، ولد في 18 مايو 1932 في أستراليا الغربية في أستراليا، وتوفي في 30 يونيو 2009.

## وصلات خارجية
- ميلتون فرنسيس على موقع الاتحاد الدولي للتجديف (الإنجليزية)
- ميلتون فرنسيس على موقع أوليمبيديا (الإنجليزية)